# Dorobanțu (Plătărești), Călărași
Dorobanțu este un sat în comuna Plătărești din județul Călărași, Muntenia, România. Din 1968, cuprinde și fostul sat Renașterea.